# 7 Pułk Piechoty (brytyjski)
7 pułk piechoty – oddział piechoty brytyjskiej.
George Legge, 1. baron Dartmouth (ok. 1647–1691) utworzył go w 1685 roku z dwóch kompanii pełniących swą służbę przy Tower of London. Wówczas mawiano nań City of London Regiment (Pułk miasta Londynu).
Od 1751 znany jako 7 pułk piechoty. Żołnierze oddziału walczyli przeciw amerykańskim buntownikom gen. Washingtona, m.in. w bitwie pod Monmouth (1778).
Dziś zwany Royal Fusiliers (Królewscy Fizylierzy).

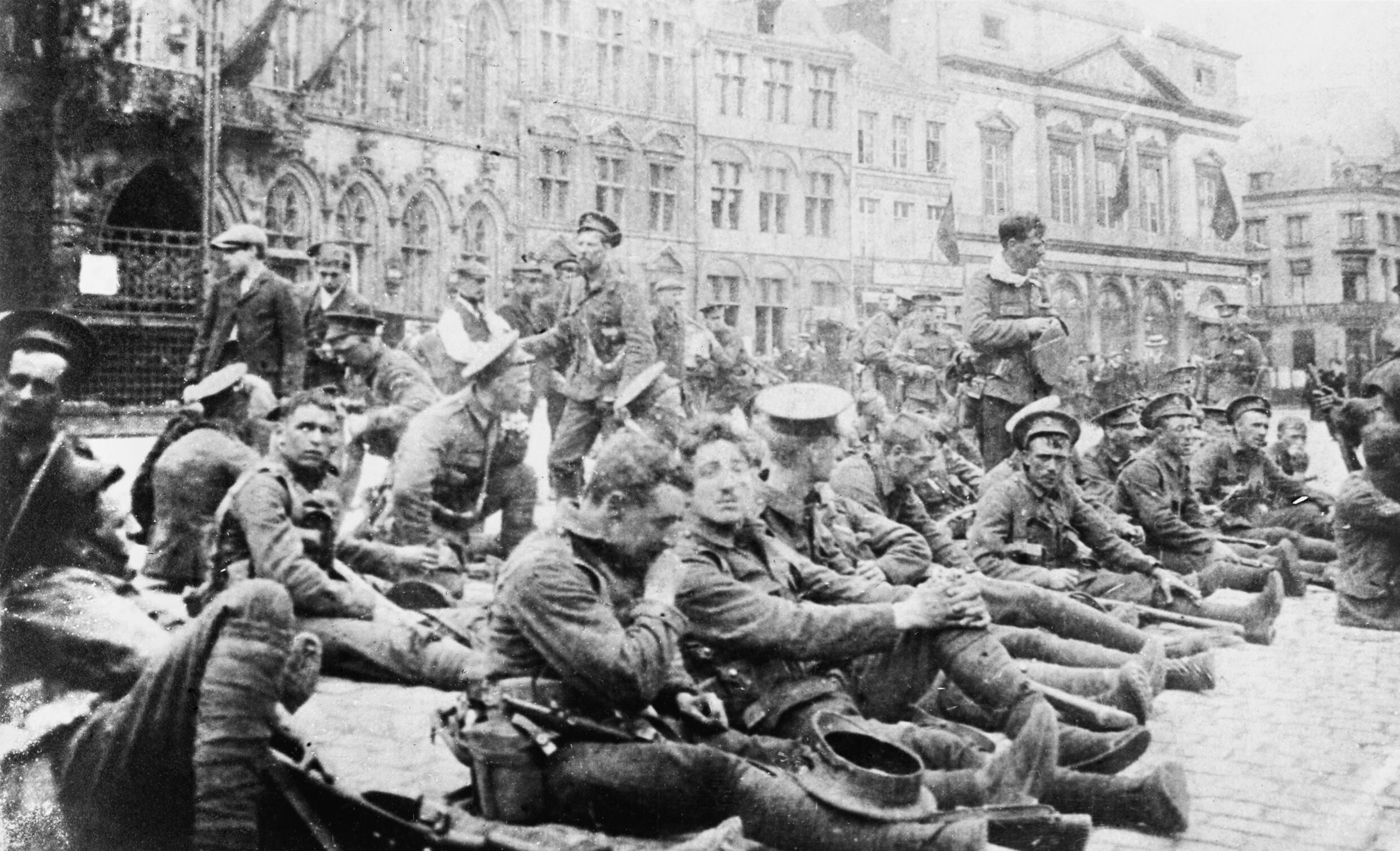
Żołnierze 7 pułku piechoty w czasie I wojny światowej